# Tachybaptus
Tachybaptus é gênero de pequenos mergulhões, possui representantes em grande parte do mundo inclusive no trópicos.
Essas aves formam pequenas colônias em áreas de lagoas doces densamente vegetadas, como todos os mergulhões formam ninhos perto da água, eles são excelentes nadadores e mergulhadores podendo perseguir peixes dentro da água.
As espécies possuem pouco dimorfismo sexual.

## Espécies
- Mergulhão-pequeno, Tachybaptus ruficollis
- Mergulhão-tricolor, Tachybaptus tricolor
- Mergulhão-da-oceânia, Tachybaptus novaehollandiae
- Mergulhão-malgaxe, Tachybaptus pelzelnii
- Mergulhão-do-alaotra, Tachybaptus rufolavatus, considerado extinto em 2010, tendo sido visto pela ultima vez em 1985.[1][2][3]
- Mergulhão-pequeno-americano, Tachybaptus dominicus

## Referencias
1. ↑  BirdLife International (2010) Species factsheet: Tachybaptus rufolavatus. Downloaded from http://www.birdlife.org on 26/5/2010
2. ↑  BirdLife International (2010). Wetland aliens cause bird extinction. Downloaded on 26 May 2010 from http://www.birdlife.org/news/news/2010/05/red-list-for-birds-2010.html
3. ↑  Notícia da CNN sobre a extinção do Grebe-de-alaotra, Tachybaptus rufolavatus